# Winston Vallenilla
Winston Teofilactes Vallenilla Hazell (Caracas, 22 de septiembre de 1973) es un presentador, actor, modelo y locutor venezolano, también candidato a la alcaldía del municipio Baruta, estado Miranda por el PSUV en las elecciones municipales de Venezuela de 2013 y presidente de Televisora Venezolana Social desde 2014 hasta septiembre de 2020.

## Biografía
Hijo del locutor Winston Vallenilla, voz oficial del canal Venevisión. Winston nace en Caracas, en 1973. En 1996 se graduó como Técnico Superior en Publicidad y Mercadeo y además es locutor y modelo profesional. En 1991 hizo un papel en “Mundo de fieras” y ha participado en comerciales televisivos y publicidades gráficas, como también en desfiles de reconocidos diseñadores.
En 1996 participó en el concurso Mister Venezuela, lo cual despertó muchas críticas no solo por los prejuicios de quienes no veían con buenos ojos un certamen de belleza masculino, sino también porque llegaron a tacharle de arrogante. Al respecto, Winston respondió que “a veces la arrogancia se confunde con la seguridad, con el yo sé adonde voy, yo sé lo que quiero y yo sé quien soy”.
Después de haber participado en varias telenovelas como Cara Sucia, Macarena, Las Amazonas, Llovizna, Mariamor y Aunque me cueste la vida, Vallenilla logró la animación de los programas ¡Aló RCTV!, junto a Kiara, y Aprieta y gana, en compañía de Camila Canabal. El desarrollo de su carrera como modelo y animador de espacios televisivos y radiales lo mantuvo alejado de las producciones dramáticas durante varios años, en los que solo hizo pequeñas incursiones interpretándose a sí mismo.
Fue anfitrión de La Guerra de los sexos en sustitución de Daniel Sarcos, junto con Viviana Gibelli, desde 2010 hasta 2013 cuando el programa fue retirado por Venevisión.
Tras estar casi 4 años retirado de la televisión, regresa 12 de noviembre de 2016 con la conducción del programa sabatino llamado Sábado de corazón por TVes, como competencia al programa Súper sábado sensacional de Venevisión. Dentro del mismo programa se encontraría una sección llamada Todo queda en familia, una versión al programa La guerra de los sexos.

## Elecciones municipales de 2013
El 8 de diciembre de 2013 fue candidato para la Alcaldía del Municipio Baruta del Estado Miranda por el PSUV para los comicios municipales del 8 de diciembre, en las cuales fue derrotado por su contrincante opositor con una diferencia de votos de 60,6% obteniendo solo el 19,21% de la totalidad del municipio.

## Trayectoria
- Presidente de la Televisora Venezolana Social (Tves) desde 2014 a 2020

### Presentador
- 2016-presente: Sábado de corazón
- 2010-2013: La Guerra de los sexos
- 2009: Animalia
- 2006-2007: Tira y encoge
- 2002-2004:  El precio justo
- 2000-2006: Aprieta y gana
- Grand Prix (Antena 3)
- 1999-2000 Aló RCTV

### Telenovelas
- 2012 - Mi ex me tiene ganas Venevisión - Espartaco San Segundo
- 2006 - Por todo lo alto - Rubén Alegría
- 2004-2005 - Mujer con pantalones - Juan José Rondón
- 2002 - Mi gorda bella - Él mismo
- 2000 - Mariú - Dr. Leonardo Izaguirre
- 1998-1999 - Aunque me cueste la vida - Pedro Armando Reverón
- 1996 - La llaman Mariamor - Johnny
- 1992 - Cara sucia - Freddy
- 1992 - Macarena